# Combiné alpin hommes des championnats du monde de ski alpin 2021
Navigation
Édition précédente Édition suivante
Le Combiné hommes des championnats du monde de ski alpin 2021, a lieu lle 15 février alors qi'il était initialement planifié le 10 février.  Il est disputé comme pour les femmes selon une nouvelle formule. D'une part, il débute par un Super-G et non une descente. D'autre part, les concurrents s'élancent en slalom dans l'ordre du classement de l'épreuve de vitesse, et non dans celui des 30 premiers inversés. 
Alexis Pinturault signe le 2e temps du Super-G, mais il ne réussit pas à creuser un écart suffisant face au meilleur slalomeur de l'hiver, Marco Schwarz, qui parvient à se classer 5e de cette épreuve de vitesse à seulement 32/100e du Français tenant du titre. Schwarz prend l'ascendant entre les piquets serrés, réalise le meilleur temps et lui reprend 36/100e. Pinturault a beau réaliser le 2e chrono de ce slalom, il s'incline pour une marge infime de 4 centièmes de seconde. Le suisse Loïc Meillard complète ce podium, après une lourde faute dans le slalom,.

## Résultats
| Place              | Dossard | Nom                            | Pays             | Super-G | Place   | Slalom      | Place       | Total       | Écart       |
| ------------------ | ------- | ------------------------------ | ---------------- | ------- | ------- | ----------- | ----------- | ----------- | ----------- |
| Médaille d'or      | 14      | Marco Schwarz                  | Autriche         | 1:20.35 | 5       | 45.51       | 1           | 2:05.86     | —           |
| Médaille d'argent  | 5       | Alexis Pinturault              | France           | 1:20.03 | 2       | 45.87       | 2           | 2:05.90     | +0.04       |
| Médaille de bronze | 1       | Loïc Meillard                  | Suisse           | 1:20.38 | 6       | 46.60       | 3           | 2:06.98     | +1.12       |
| 4                  | 32      | James Crawford                 | Canada           | 1:19.95 | 1       | 47.24       | 5           | 2:07.19     | +1.33       |
| 5                  | 21      | Simon Jocher                   | Allemagne        | 1:20.61 | 9       | 47.71       | 6           | 2:08.32     | +2.46       |
| 6                  | 9       | Victor Muffat-Jeandet          | France           | 1:21.95 | 24      | 47.10       | 4           | 2:09.05     | +3.19       |
| 7                  | 3       | Riccardo Tonetti               | Italie           | 1:20.64 | 10      | 48.75       | 12          | 2:09.39     | +3.53       |
| 8                  | 15      | Justin Murisier                | Suisse           | 1:21.59 | 20      | 47.95       | 9           | 2:09.54     | +3.68       |
| 9                  | 20      | Jan Zabystřan                  | Tchéquie         | 1:21.59 | 20      | 48.10       | 10          | 2:09.69     | +3.83       |
| 10                 | 30      | Trevor Philp                   | Canada           | 1:20.95 | 11      | 48.77       | 13          | 2:09.72     | +3.86       |
| 11                 | 24      | Broderick Thompson             | Canada           | 1:21.25 | 14      | 48.85       | 14          | 2:10.10     | +4.24       |
| 12                 | 25      | Albert Ortega                  | Espagne          | 1:22.27 | 30      | 48.73       | 11          | 2:11.00     | +5.14       |
| 13                 | 33      | Barnabás Szőllős               | Israël           | 1:23.21 | 32      | 47.93       | 8           | 2:11.14     | +5.28       |
| 14                 | 16      | Christof Innerhofer            | Italie           | 1:21.79 | 22      | 49.71       | 15          | 2:11.50     | +5.64       |
| 15                 | 36      | Armand Marchant                | Belgique         | 1:24.09 | 33      | 47.76       | 7           | 2:11.85     | +5.99       |
| 16                 | 10      | Bryce Bennett                  | États-Unis       | 1:21.11 | 13      | 51.12       | 18          | 2:12.23     | +6.37       |
| 17                 | 31      | Nejc Naraločnik                | Slovénie         | 1:22.09 | 28      | 50.81       | 17          | 2:12.90     | +7.04       |
| 18                 | 39      | Cristian Javier Simari Birkner | Argentine        | 1:24.77 | 35      | 50.03       | 16          | 2:14.80     | +8.94       |
| 19                 | 27      | Henrik Røa                     | Norvège          | 1:22.86 | 31      | 52.01       | 19          | 2:14.87     | +9.01       |
| 20                 | 40      | Juan Pablo Vallecillo          | Argentine        | 1:25.07 | 36      | 52.53       | 21          | 2:17.60     | +11.74      |
| 21                 | 35      | Benjamin Szőllős               | Israël           | 1:26.40 | 39      | 52.28       | 20          | 2:18.68     | +12.82      |
| 22                 | 26      | Jeffrey Read                   | Canada           | 1:21.27 | 15      | 1:04.27     | 22          | 2:25.54     | +19.68      |
| 23                 | 29      | Giovanni Franzoni              | Italie           | 1:21.42 | 18      | 1:07.46     | 23          | 2:28.88     | +23.02      |
| —                  | 13      | Vincent Kriechmayr             | Autriche         | 1:20.25 | 3       | Abandon     | Abandon     | Abandon     | Abandon     |
| —                  | 7       | Matthias Mayer                 | Autriche         | 1:20.27 | 4       | Abandon     | Abandon     | Abandon     | Abandon     |
| —                  | 12      | Luca Aerni                     | Suisse           | 1:20.48 | 7       | Abandon     | Abandon     | Abandon     | Abandon     |
| —                  | 6       | Gino Caviezel                  | Suisse           | 1:20.51 | 8       | Abandon     | Abandon     | Abandon     | Abandon     |
| —                  | 18      | Miha Hrobat                    | Slovénie         | 1:21.40 | 16      | Abandon     | Abandon     | Abandon     | Abandon     |
| —                  | 19      | Martin Čater                   | Slovénie         | 1:21.46 | 19      | Abandon     | Abandon     | Abandon     | Abandon     |
| —                  | 23      | Olle Sundin                    | Suède            | 1:21.94 | 23      | Abandon     | Abandon     | Abandon     | Abandon     |
| —                  | 22      | Felix Monsén                   | Suède            | 1:21.97 | 25      | Abandon     | Abandon     | Abandon     | Abandon     |
| —                  | 28      | Willis Feasey                  | Nouvelle-Zélande | 1:21.98 | 26      | Abandon     | Abandon     | Abandon     | Abandon     |
| —                  | 44      | Juhan Luik                     | Estonie          | 1:25.25 | 37      | Abandon     | Abandon     | Abandon     | Abandon     |
| —                  | 43      | Ivan Kovbasnyuk                | Ukraine          | 1:26.19 | 38      | Abandon     | Abandon     | Abandon     | Abandon     |
| —                  | 38      | Boštjan Kline                  | Slovénie         | 1:21.41 | 17      | Disqualifié | Disqualifié | Disqualifié | Disqualifié |
| —                  | 11      | Kjetil Jansrud                 | Norvège          | 1:20.95 | 11      | Non partant | Non partant | Non partant | Non partant |
| —                  | 17      | Nils Allègre                   | France           | 1:22.04 | 27      | Non partant | Non partant | Non partant | Non partant |
| —                  | 2       | Jared Goldberg                 | États-Unis       | 1:22.21 | 29      | Non partant | Non partant | Non partant | Non partant |
| —                  | 42      | Arnaud Alessandria             | Monaco           | 1:24.20 | 34      | Non partant | Non partant | Non partant | Non partant |
| —                  | 4       | Mattias Rönngren               | Suède            | Abandon | Abandon | Abandon     | Abandon     | Abandon     | Abandon     |
| —                  | 8       | Marco Pfiffner                 | Liechtenstein    | Abandon | Abandon | Abandon     | Abandon     | Abandon     | Abandon     |
| —                  | 34      | Ondřej Berndt                  | Tchéquie         | Abandon | Abandon | Abandon     | Abandon     | Abandon     | Abandon     |
| —                  | 37      | Martin Bendík                  | Slovaquie        | Abandon | Abandon | Abandon     | Abandon     | Abandon     | Abandon     |
| —                  | 41      | Marcus Vorre                   | Danemark         | Abandon | Abandon | Abandon     | Abandon     | Abandon     | Abandon     |